# Le Souffle sauvage
Pour plus de détails, voir Fiche technique et Distribution.
Le Souffle sauvage (Blowing Wild) est un film américain réalisé par Hugo Fregonese, sorti en 1953.

## Synopsis
Après que le bandit El Gavilan et ses hommes aient fait exploser leur plate-forme pétrolière, Jeff Dawson et "Dutch" Peterson , fauchés sauvages , retournent en ville à la recherche de travail. Sal Donnelly, une Américaine malchanceuse, tente d'user de ses charmes pour que Jeff lui achète un billet pour rentrer chez elle ; Jeff offre son bail pétrolier en paiement, mais le preneur de billets lui montre une poignée de baux qu'il a déjà.
Jeff accepte un travail très dangereux en livrant de la nitroglycérine instable le lendemain pour 800 $, malgré les protestations de Dutch. Cette nuit-là, Dutch essaie d'agresser un homme pour avoir assez d'argent pour acheter un repas. L'homme s'avère être "Paco" Conway, un vieil ami et ancien partenaire de Jeff et Dutch, qui a fait fortune. Il leur propose du travail, mais son mariage avec l'ancienne flamme de Jeff, Marina, fait que Jeff refuse. Le lendemain, Jeff et Dutch (et la nitroglycérine) sont pris en embuscade par El Gavilan. Ils s'enfuient, bien que Dutch reçoive une balle dans la jambe.
Lorsque Jeff va percevoir leur salaire, Jackson affirme qu'il n'a pas grand-chose sur lui. Sal, avec qui Jackson est amoureux, dit à Jeff que Jackson a 2500 $ dans son portefeuille. Jeff récupère son argent, après une bagarre, et donne 200 $ à Sal pour son billet. Cependant, un policier confisque les 600 $ de Jeff, car Jackson a d'autres créanciers, bien qu'il ait la gentillesse de laisser son argent à Sal. Avec Dutch à l'hôpital, Jeff va à contrecœur travailler pour Paco, forant un nouveau puits de pétrole.
Marina fait des ouvertures romantiques à Jeff, mais il l'évite du mieux qu'il peut. Il lui rappelle qu'il l'a aimée autrefois, mais qu'il ne pouvait pas lui faire confiance. Elle l'admet, mais dit qu'elle a réalisé qu'elle l'aimait aussi après son départ. Paco reste inconscient de ce qui se passe. Au grand dam de Jeff, Sal obtient un emploi de croupier de blackjack et reste dans les parages. Plus tard cependant, il commence à aller en ville pour la voir.
Quand El Gavilan menace de faire sauter les puits de pétrole de Paco à moins qu'il ne paie 50 000 $ d'extorsion, Paco envisage de payer, au grand dégoût de Jeff. Marina se range du côté de Jeff, qualifiant son mari de lâche. Un Paco ivre déplore plus tard publiquement que sa femme aime un autre homme. Il réalise finalement que l'autre homme est Jeff. Quand Paco lui dit qu'il l'aime malgré tout, Marina le pousse dans un puits, où la machinerie le tue. Marina prétend que Paco est tombé par accident. Quand elle laisse échapper à Jeff qu'elle a tué Paco pour qu'ils puissent être ensemble, il l'étrangle presque, puis reprend le contrôle de lui-même et quitte la maison. Juste à ce moment, les bandits attaquent. La police locale et Jeff les combattent. Marina est irrésistiblement attirée par le puits de pétrole mortel pendant la bataille et meurt lorsqu'il explose. Jeff tue El Gavilan, puis part avec Dutch et Sal.

## Fiche technique
- Titre : Le Souffle sauvage
- Titre original : Blowing Wild
- Réalisation : Hugo Fregonese, assisté de Don Alvarado
- Scénario : Philip Yordan
- Production : Milton Sperling
- Société de production : United States Pictures
- Société de distribution : Warner Bros. Pictures
- Photographie : Sid Hickox
- Montage (et réalisation de seconde équipe) : Alan Crosland Jr.
- Musique : Dimitri Tiomkin
- Direction artistique : Al Ybarra
- Décorateur de plateau : William Wallace
- Costumes : Marjorie Best et Kay Nelson
- Pays d'origine : États-Unis
- Format : Noir et blanc - Son : Mono (RCA Sound System)
- Genre : Film d'aventure
- Durée : 90 minutes
- Dates de sortie :
  - États-Unis : 16 septembre 1953 (San Antonio Texas)
  - États-Unis : 7 octobre 1953 (New York)
  - France : 16 décembre 1953

## Distribution
- Gary Cooper  (V.F :  Jean Martinelli) : Jeff Dawson
- Barbara Stanwyck  (V.F : Lita Recio) : Marina Conway
- Ruth Roman (V.F :  Jacqueline Ferriere)  : Sal Donnelly
- Anthony Quinn  (V.F : Jean Clarieux) : Ward 'Paco' Conway
- Ward Bond  (V.F : Albert Montigny): Dutch Peterson
- Ian MacDonald (V.F : Roland Menard) : Jackson
- Richard Karlan  (V.F : Robert Dalban): Henderson
- Juan García  (V.F : Jean Brochard): El Gavilan
- Chef de gare  (V.F : Raymond Rognoni)
- Inspecteur Ramirez  (V.F : Jean-Henri Chambois)

## Autour du film
À sa sortie en salles françaises, la chanson du film Blowing Wild (The Ballad of Black Gold), initialement interprétée par Frankie Laine, fut adaptée en français et chantée par Dario Moreno.